# Jezabel Curbelo
Jezabel Curbelo Hernández (Los Realejos, Tenerife, 1987) es una científica española, investigadora Ramón y Cajal y profesora del departamento de Matemáticas de la Universidad Politécnica de Cataluña, BarcelonaTechnologies (UPC).

## Biografía
Estudió matemáticas en la Universidad de La Laguna, obteniendo su licenciatura en 2009. En la Universidad Autónoma de Madrid (UAM), hizo un máster en Matemáticas y sus aplicaciones en 2010, y posteriormente obtuvo el Doctorado en Matemáticas cum laude con mención internacional también en la UAM en 2014, con la tesis :Instabilities in geophysical fluid dynamics: the influence of symmetry and temperature dependent viscosity in convection Fue profesora ayudante en el departamento de Matemáticas de la UAM entre 2012 y 2014.
Entre 2014 y 2016, Curbelo realizó una estancia postdoctoral en el Laboratoire de géologie de Lyon-Terre, Planètes, Environnement (Francia). Su trabajo se centraba en el estudio de modelos matemáticos utilizados para describir fenómenos geofísicos. En 2016, estuvo como investigadora en el centro Juan de la Cierva Formación de la Universidad Politécnica de Madrid. Posteriormente accedió a una plaza de profesora ayudante doctora en el Departamento de Matemáticas de la UAM hasta el verano de 2020.
Entre los años 2016 y 2020 ha realizado distintas estancias como Visiting Assistant Researcher en el Department of Atmospheric and Oceanic Sciences de la Universidad de California en Los Ángeles, así como en el Département des Sciences de la Terre de la Escuela Normal Superior de Lyon.
Ha sido la mujer más joven seleccionada entre todos los paneles en la convocatoria de contratos Ramón y Cajal del año 2018. Desde julio de 2020 trabaja como investigadora "Ramón y Cajal" en la Universidad Politécnica de Cataluña, en el Departamento de Matemáticas.
La labor investigadora de Curbelo se centra en la matemática aplicada a la geofísica para, con especial atención a problemas de convección complejos. En particular, ha realizado importantes avances en el estudio de la convección en presencia de una viscosidad dependiente de la temperatura, lo que resulta clave para, por ejemplo, entender la convección en el interior de la tierra. También ha obtenido avances reveladores en la identificación de estructuras en flujos geofísicos mediante la técnica del método de los “descriptores lagrangianos” que ha desarrollado junto con sus colaboradores.

## Premios y reconocimientos
- En 2015 recibió el Premio Donald L. Turcotte de la Unión Americana de Geofísica (AGU)[6] por las contribuciones aportadas por su tesis doctoral en el campo de la geofísica no lineal.
- Premio Vincent Caselles RSME Fundación BBVA por el estudio analítico y numérico de modelos matemáticos de la geofísica,[7][8] en el que fue premiada “por el estudio analítico y numérico de modelos matemáticos de la geofísica”.

- En 2020, recibió el Premio de la Sociedad Española de Matemática Aplicada (SeMA) Antonio Valle al joven investigador.[4]

- En 2021 ha sido reconocida con el Premio L'Oréal-UNESCO a Mujeres en Ciencia.[9]